# Nama (biljni rod)
Nama, biljni rod iz porodice boražinovki smješten u potporodicu Namoideae. Postoje 53 vrste raširenih u Sjevernoj i Južnoj Americi

## Vrste
1. Nama aretioides (Hook. & Arn.) Brand
2. Nama bartlettii Standl.
3. Nama biflora Choisy
4. Nama californica (A.Gray) J.D.Bacon
5. Nama canescens C.L.Hitchc.
6. Nama carnosa (Wooton) C.L.Hitchc.
7. Nama constancei J.D.Bacon
8. Nama coulteri A.Gray
9. Nama cuatrocienegensis G.L.Nesom
10. Nama cubana P.Wilson
11. Nama demissa A.Gray
12. Nama densa Lemmon
13. Nama depressa Lemmon ex A.Gray
14. Nama dichotoma (Ruiz & Pav.) Choisy
15. Nama ehrenbergii Brand
16. Nama flavescens Brandegee
17. Nama havardii A.Gray
18. Nama hintoniorum G.L.Nesom
19. Nama hirsuta M.Martens & Galeotti
20. Nama hispida A.Gray
21. Nama hitchcockii J.D.Bacon
22. Nama jamaicensis L.
23. Nama johnstonii C.L.Hitchc.
24. Nama linearis D.L.Nash
25. Nama lobbii A.Gray
26. Nama marshii (Standl.) I.M.Johnst.
27. Nama origanifolia Kunth
28. Nama orizabensis D.L.Nash
29. Nama palmeri A.Gray
30. Nama parviflora (Greenm.) Constance
31. Nama parvifolia (Torr.) Greenm.
32. Nama propinqua C.V.Morton & C.L.Hitchc.
33. Nama prostrata Brand
34. Nama pusilla Lemmon ex A.Gray
35. Nama quiexobrana J.D.Bacon & J.A.McDonald
36. Nama retrorsa J.T.Howell
37. Nama rothrockii A.Gray
38. Nama rotundifolia (A.Gray) J.F.Macbr.
39. Nama rzedowskii J.D.Bacon
40. Nama sandwicensis A.Gray
41. Nama schaffneri A.Gray
42. Nama segetalis Ricketson
43. Nama sericea Willd. ex Schult.
44. Nama serpylloides A.Gray
45. Nama spatulata Brandegee
46. Nama stenocarpa A.Gray
47. Nama stenophylla A.Gray
48. Nama stevensii C.L.Hitchc.
49. Nama stewartii I.M.Johnst.
50. Nama torynophylla Greenm.
51. Nama turneri J.D.Bacon
52. Nama undulata Kunth
53. Nama xylopoda (Wooton & Standl.) C.L.Hitchc.

## Vanjske poveznice
|  | Zajednički poslužitelj ima još gradiva o temi Nama |
|  | Wikivrste imaju podatke o taksonu Nama             |